# Philippa Foot
Philippa Ruth Foot, nacida con el apellido Bosanquet (Lincolnshire, 3 de octubre de 1920 – Londres, 3 de octubre de 2010),fue una filósofa británica, especialmente conocida por ser una de las fundadoras de la ética de las virtudes contemporánea, inspirada por la ética aristotélica, desde un punto de vista de la filosofía analítica y una fuerte influencia de Wittgenstein. Su trabajo fue fundamental para el resurgimiento de la ética normativa, llegando a competir con otras teorías éticas más populares como la deontológica o la utilitarista.

## Biografía
Philippa Ruth Foot nació en 1920 en Lincolnshire y fue educada en Somerville College, Oxford, 1939–1942, donde estudió Filosofía, Política y Economía ('PPE'). Fue nieta del presidente estadounidense Stephen Grover Cleveland, por lo que su madre había nacido en la Casa Blanca, como hija del presidente. Fue educada en una familia acomodada junto con su hermana Marion, con quien compartía afición por la caza, que posteriormente le serviría para construir metáforas para ilustrar sus discusiones filosóficas.
Se formó principalmente en el ámbito privado antes de ir a Somerville College, Oxford, donde estudió Filosofía, Política y Economía. Su estancia en Somerville fue interrumpida de 1942 a 1947 durante la Segunda Guerra Mundial, prestando sus servicios como economista al gobierno. Durante el resto de su vida, fue profesora de Filosofía (1947–1950), becaria y tutora (1950–1969), investigadora principal (1969–1988), y becaria honorífica (1988–2010). Pasó muchas horas allí debatiendo con G. E. M. Anscombe y aprendiendo de ella sobre la filosofía analítica de Wittgenstein y sobre una nueva perspectiva moral: Foot señalaba "Lo aprendí todo de ella".
En las décadas de los 60-70 fue catedrática en distintas universidades estadounidenses, entre ellas: Cornell, MIT, Berkeley, City University of New York y UCLA, donde fue nombrada “Griffin Professor of Philosophy”.
Su trabajo cambió de rumbo, respecto de sus posturas mantenidas en los 50 y 60, al intentar modernizar la teoría aristotélica, adaptándola al mundo contemporáneo y compatibilizándola con otras teorías modernas como la ética deontológica y utilitarista. Cuestionó “la ortodoxia de pensamiento” de Alfred Jules Ayer y Richard Hare y fue una de las pioneras de la ética de la virtud.
Parte de su obra resulta crucial para el resurgimiento de la ética normativa dentro de la filosofía analítica, especialmente su crítica del consecuencialismo (un ejemplo familiar de ello es su continua discusión del conocido como «dilema del tranvía»).
Foot se unió a la fundación Oxfam unos seis años después de su creación. Era atea. Estuvo casada con el historiador M. R. D. Foot, y en un momento de su vida compartió piso con la filósofa y novelista Iris Murdoch,de la que fue buena amiga. Murió en 2010, en su 90º cumpleaños. Desde 1972, vivía en el n.º 15 de Walton Street, y la vivienda tiene una placa conmemorativa en su honor (Oxfordshire Blue Plaque).

## Temas de investigación y aportaciones teóricas
Sus obras giran en torno a la ética, y cuestiona temas como el aborto, la eutanasia, la libertad de voluntad, la objetividad y racionalidad de la moral, la virtud y los vicios, una crítica al utilitarismo y diversos dilemas morales.

### Crítica del no-cognitivismo
Las obras de Philippa Foot de finales de la década de 1950 tenían un carácter metaético: Es decir, se referían al estado del juicio moral y el discurso. Los ensayos "Moral Arguments" y "Moral Beliefs", en particular, fueron cruciales para anular la regla del no cognitivismo en los enfoques analíticos de la teoría ética en las décadas precedentes.
El enfoque no cognitivista ya se puede encontrar en Hume, pero se dieron las formulaciones analíticas más influyentes en los trabajos de A. J. Ayer, C. L. Stevenson y R. M. Hare. Estos escritores se enfocaron en los llamados "conceptos éticos ligeros", como "bueno", "malo", "correcto" o "incorrecto", argumentando que no están empleados para afirmar algo verdadero de la cosa en cuestión, sino más bien, para expresar una emoción o (en el caso de Hare) un imperativo.
Este tipo de análisis de conceptos éticos "ligeros" se vinculó a una división especial de conceptos más concretos o "gruesos", como "cobarde", "cruel" o "glotón". Se suponía que estos combinaban un elemento "evaluativo" no cognitivo con el elemento obvio, "meramente descriptivo".
El propósito de Philippa Foot era criticar esta distinción y la explicación subyacente de los conceptos ligeros. Debido a la manera particular en que abordó la defensa del carácter cognitivo y evaluable de la verdad del juicio moral, estos ensayos fueron cruciales para poner de relieve la cuestión de la racionalidad de la moralidad.
Las consideraciones prácticas que involucran conceptos éticos "densos":  "Pero sería cruel", "sería cobarde", "es de ella", o "le prometí que no", movería a las personas a actuar de una manera en lugar de otra, pero son tan descriptivas como cualquier otro juicio referente a la vida humana. Se diferencian de un pensamiento como el qué se haría en un martes o se necesitarían unos tres galones de pintura, no por la mezcla de lo que ella considera un elemento "moral" no fáctico, que expresa una actitud, sino por el hecho de que los seres humanos tienen razones intrínsecas para no hacer cosas que son cobardes o crueles.

### La racionalidad de la moralidad - "¿Por qué ser morales?"
A través de la división de los conceptos éticos "densos" y "ligeros", Philippa Foot se cuestiona la racionalidad de la moralidad y trata de dar respuesta a la pregunta de por qué los seres humanos son morales (Que a su vez, se divide en las preguntas "¿Por qué son justos?", "¿Por qué son templados?", etc.). Su dedicación a esta pregunta fue de por vida, pues aparece en prácticamente todas sus obras:
En su obra Natural Beliefs, ella había argumentado que las virtudes recibidas (coraje, templanza, justicia, etc.) se cultivan racionalmente y que, por lo tanto, era racional actuar de acuerdo con ellas. Los conceptos éticos "densos" que ella enfatizó (sin usar esta expresión) en su defensa del carácter cognitivo del juicio moral se asociaron con tales rasgos cultivados racionalmente, es decir, las virtudes; así es como difieren de las descripciones de acción elegidas al azar. El punto crucial fue que la diferencia entre "acción justa" y "acción realizada el martes" (por ejemplo) no era una cuestión de significado "emotivo", como en Ayer y Stevenson, o una característica imperativa secreta, como en Hare.
Quince años más tarde, en el ensayo "Morality as a System of Hypothetical Imperatives" invirtió esto cuando se trataba de justicia y benevolencia, es decir, las virtudes que se refieren especialmente a otras personas. Aunque todos tienen motivos para cultivar valor, templanza y prudencia, independientemente de lo que la persona desee o valore, la racionalidad de los actos justos y benevolentes debe, según ella, recurrir a motivaciones contingentes. Aunque muchos consideraron que la tesis fue impactante, en su (entonces) relato, debe ser, en cierto sentido, inspiradora: en una famosa reinterpretación de un comentario de Kant, ella dice que "No somos reclutas en el ejército de virtud, sino voluntarios": el hecho de que no tengamos nada que decir en prueba de la irracionalidad de al menos algunas personas injustas no debería alarmarnos en nuestra propia defensa y cultivo de justicia y benevolencia: "No golpeó a los ciudadanos de Leningrado que su devoción a la ciudad y su gente durante los terribles años del asedio fue contingente".
En su libro Natural Goodness intenta una línea diferente. La pregunta de "¿Qué tenemos más razones para hacer?", está vinculada a la idea del buen funcionamiento de la razón práctica. Esto, a su vez, está ligado a la idea de que la especie de un animal proporciona una medida de lo bueno y lo malo en las operaciones de sus partes y facultades. Así como uno tiene que saber con qué tipo de animal está tratando, por ejemplo, para decidir si su vista es buena o mala, la cuestión de si la razón práctica de un sujeto está bien desarrollada, depende del tipo de animal que sea. (Esta idea se desarrolla a la luz de una concepción de los tipos o especies de animales que contiene implícitamente contenido "evaluativo", que puede ser criticado por motivos biológicos contemporáneos; aunque es discutible, incluso sobre esa base, que está muy profundamente arraigada en cognición humana.) En nuestro caso, lo que constituye una razón práctica bien constituida, depende del hecho de que "Somos seres humanos caracterizados por ciertas posibilidades de emoción y deseo, cierta anatomía, organización neurológica..."
Una vez que se da este paso, es posible defender la racionalidad de las consideraciones morales de una manera nueva. Los seres humanos comienzan con la convicción de que la justicia es una virtud genuina. Por lo tanto, la convicción de que la razón práctica humana bien constituida opera con consideraciones de justicia significa que tener en cuenta a otras personas de esa manera es "cómo viven juntos los seres humanos". (El pensamiento de que así es como viven debe entenderse en un sentido que es compatible con el hecho de que los individuos reales no lo hacen, al igual que los dentistas entienden el pensamiento de que "los seres humanos tienen dientes" de una manera que es compatible con muchas personas que tienen menos). No hay nada incoherente en el pensamiento de que el cálculo práctico que tenga en cuenta a los demás y su bien pueda caracterizar a algún tipo de animal racional y social.
Similarmente, por supuesto, no hay nada incoherente en la idea de una forma de vida racional dentro de la cual tales consideraciones sean ajenas; donde solo pueden imponerse dañando y perturbando a la persona individual. No hay nada analítico sobre la racionalidad de la justicia y la benevolencia. Más bien, la convicción humana de que la justicia es una virtud y que las consideraciones de justicia son razones genuinas para la acción, es la convicción de que el tipo de ser racional que somos, es decir, los seres humanos, es del primer tipo. No hay razón para pensar que semejante tipo de animalidad racional es imposible, por lo que no hay razón para sospechar que las consideraciones de justicia son fraudes.
Por supuesto, se podría sugerir que este no es precisamente el caso, que los seres humanos son del segundo tipo y, por lo tanto, que la justicia y la benevolencia que estimamos son artificiales y falsas. Philippa Foot sostendría que las consideraciones de masculinidad y feminidad son artificiales y falsas; Son asuntos de "mera convención", que tienden a apartar una de las cosas principales. Siendo así como es la justicia, fue la posición de los "inmoralistas" platónicos y Trekímaco, y siendo así con benevolencia, fue la opinión de Friedrich Nietzsche.
En el caso de Callicles y Nietzsche, esto aparentemente debe demostrarse afirmando que la justicia y la benevolencia, respectivamente, solo pueden ser inculcadas al deformar el aparato emocional del individuo. El libro termina tratando de desactivar la evidencia que Nietzsche trae contra lo que podría llamarse "La posición del sentido común".
Ella acepta la premisa básica de que una forma de vida que solo se puede inculcar dañando las pasiones del individuo, llenando una con remordimiento y resentimiento no es cierta. Emplea exactamente la forma nietzscheana de argumentación contra ciertas formas de feminidad, por ejemplo, o formas exageradas de aceptación de la etiqueta. Justicia y benevolencia, afirma, sin embargo, "se adapta" a los seres humanos, y "no hay razón para aceptar la crítica de Callicles o Nietzsche en este caso", en palabras de la propia autora.

### El dilema del tranvía
El dilema del tranvía, es un experimento mental ético, creado por Philippa Foot en un artículo en 1967 y que, posteriormente, fue utilizado y analizado por otros filósofos. El dilema original, escrito por Philippa Foot era el siguiente:
"Un tranvía corre fuera de control por una vía. En su camino se hallan cinco personas atadas a la vía por un filósofo malvado. Afortunadamente, es posible accionar un botón que encaminará al tranvía por una vía diferente, por desgracia, hay otra persona atada a ésta. ¿Debería pulsarse el botón?"
El objetivo de este dilema era poner sobre la mesa la ética de las virtudes como una corriente del estudio de la moral y competir la hegemonía de otras teorías éticas más prestigiosas, en concreto, el utilitarismo.
Este dilema, desde un punto de vista utilitarista, tenía una solución muy fácil: Era un imperativo moral pulsar el botón y matar tan sólo a una persona, salvando así a las otras cinco. Por un mero cálculo racional, el valor de la vida de esos cinco individuos era superior al valor de la vida de un individuo y, por lo tanto, la acción correcta era accionar el botón.
No obstante, esto no era así con la ética de la virtud, ya que esta corriente de pensamiento afirmaba que la moral surge de rasgos internos de las personas, las virtudes, en consecuencia, no depende del acto, ni de las reglas. La ética de la virtud era especialmente crítica con el consecuencialismo, pues para Philippa Foot, el fin no podía jamás justificar los medios. La respuesta al dilema del tranvía, desde un prisma de la ética de la virtud, pasaría necesariamente por la versión opuesta al utilitarismo: Apretar el botón y pasar por la otra vía, constituiría una participación en el mal moral, haciendo que el sujeto sea parcialmente responsable de la muerte, mientras que, si no hiciese nada, nadie sería responsable de esas muertes, por lo que, la opción más deseable, sería no apretar el botón y dejar que el tren arrolle a las cinco personas.
El dilema del tranvía, será el escenario de combate entre diversas corrientes de estudio de la moral: La ética de la virtud, que afirmaba que la moral surge de los rasgos internos de las personas, las virtudes, en contraposición a la deontología, donde la moral surgiría de las normas, y del consecuencialismo, donde la moral depende del resultado del acto. Estos tres enfoques de la moral tendrían distintas formas de abordar, tanto este dilema moral, como todas las modificaciones que se hizo de éste a posteriori por otros autores.
Además, el dilema del tranvía tuvo otras aplicaciones posteriores con problemas modernos, entre ellos, destaca su uso para generar patrones de comportamiento humano en la toma de decisiones de vehículos de conducción automática, tecnología de drones bélicos con inteligencia artificial que pueda tomar decisiones basadas en estándares humanos para minimizar el daño o en protocolos de ética médica que dicten las decisiones a tomar en casos genéricos sobre vidas humanas .

## Críticas
Robert Loudon en su obra “On Some of Virtue Ethics” de 1984,critica la ética de las virtudes que Philippa Foot defiende:
“[…] es común para los teóricos de la virtud enfocarse sobre los agentes buenos o malos más que los actos correctos o incorrectos. Fijarse en agentes buenos o malos, implica para los teóricos de la virtud estar forzados a no-resaltar los actos discretos en favor de caracterizar modelos de comportamiento a largo plazo.”
Otras críticas que ha recibido la ética de las virtudes y, en concreto, Philippa Foot, es que el concepto de virtud es un concepto ambiguo y abstracto, que depende del contexto. Aristóteles propuso un modelo de nueve virtudes, mientras que  Walter Kaufmann propuso otro sistema con tan solo cuatro. Por lo tanto, no hay consenso teórico sobre las virtudes, ya que es algo difícil y volátil, por lo tanto, lo racional es actuar en función de los resultados esperados de las acciones y no en función de la supuesta moralidad intrínseca de las acciones o su virtuosidad, como defendían los teóricos de la ética de la virtud.